# Puerto Parra
Puerto Parra – miasto w Kolumbii, w departamencie Santander.